# Forum Stadtpark

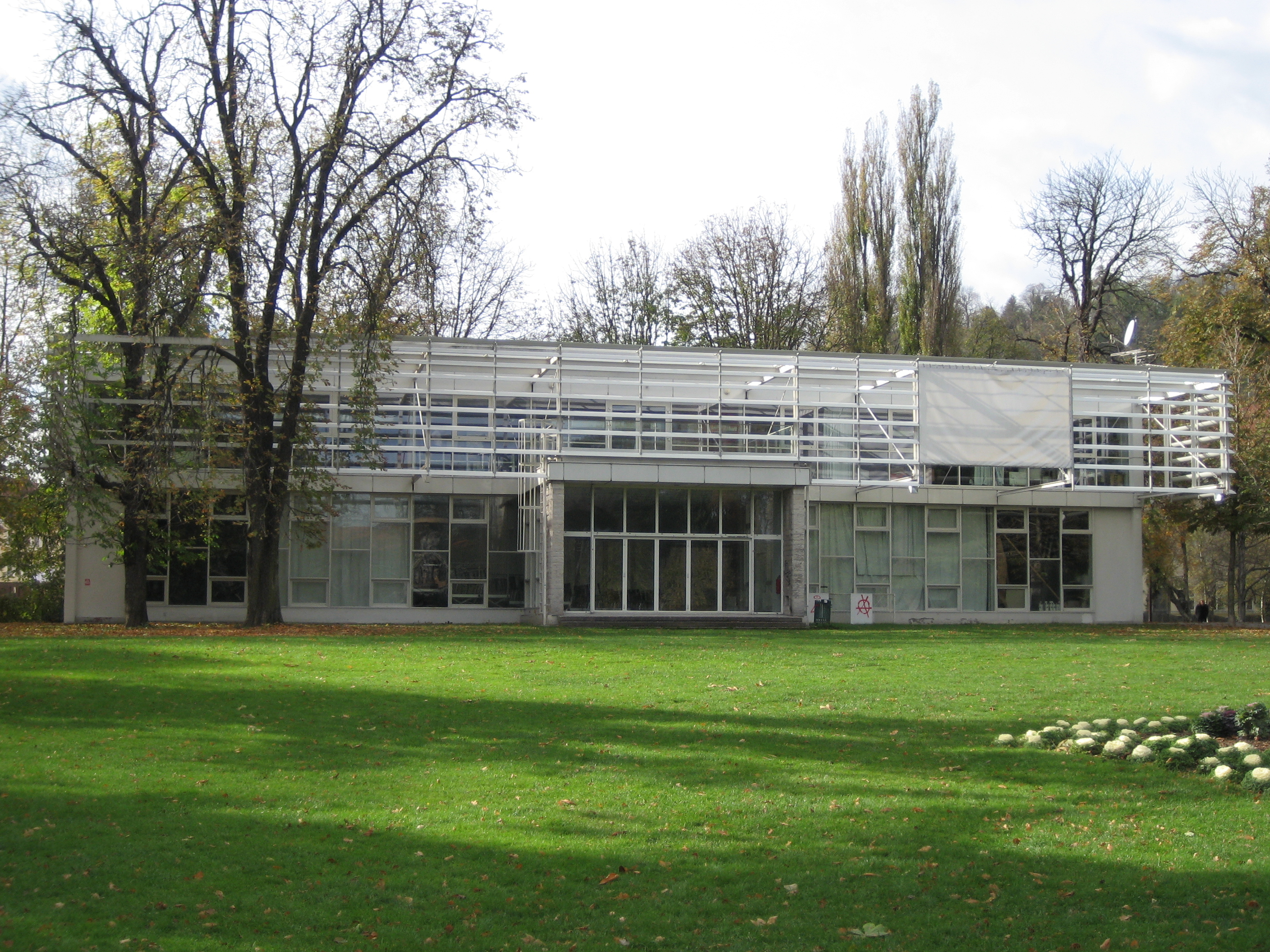
Forum Stadtpark

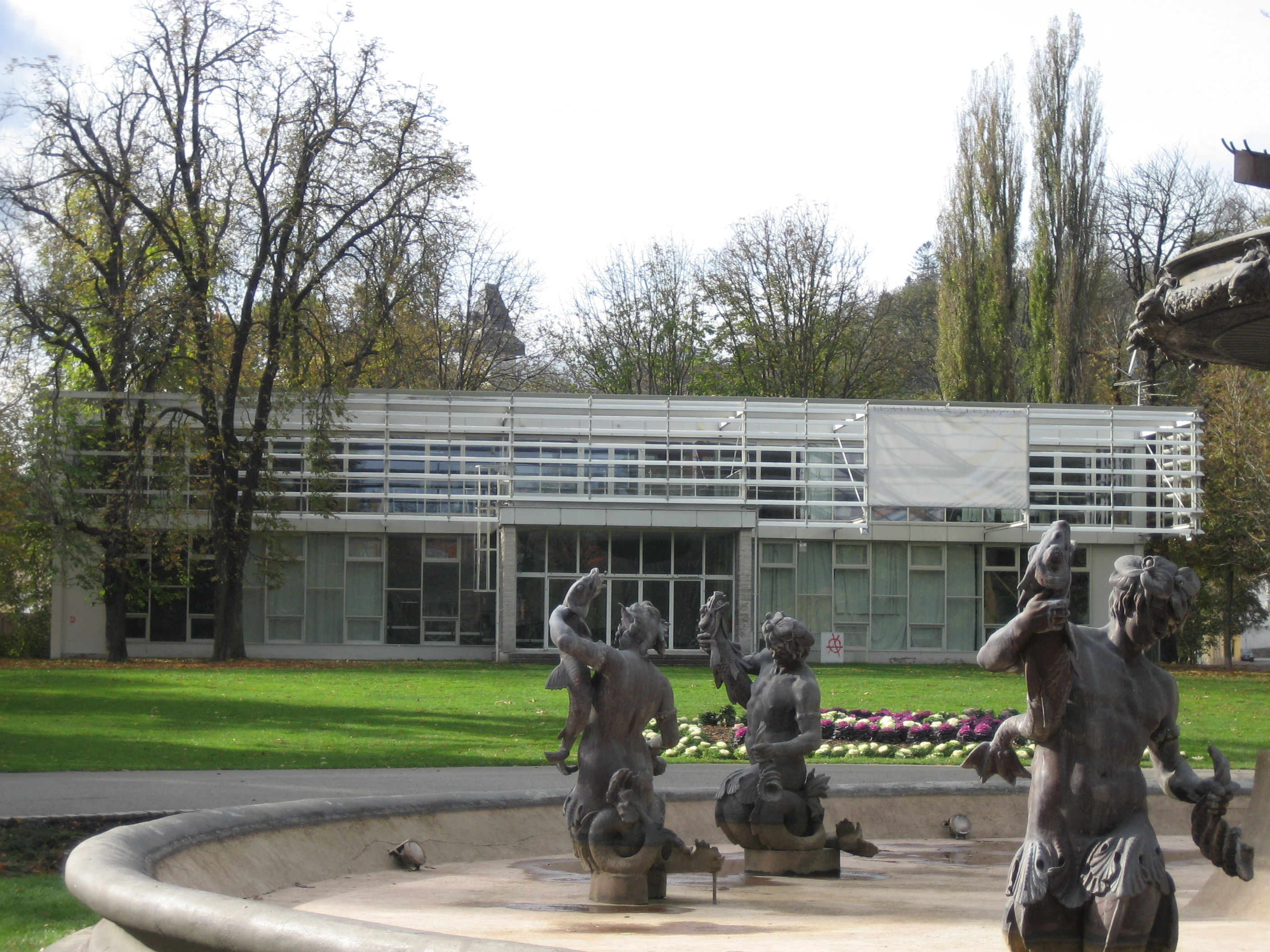
Forum Stadtpark mit Stadtparkbrunnen und Uhrturm im Hintergrund

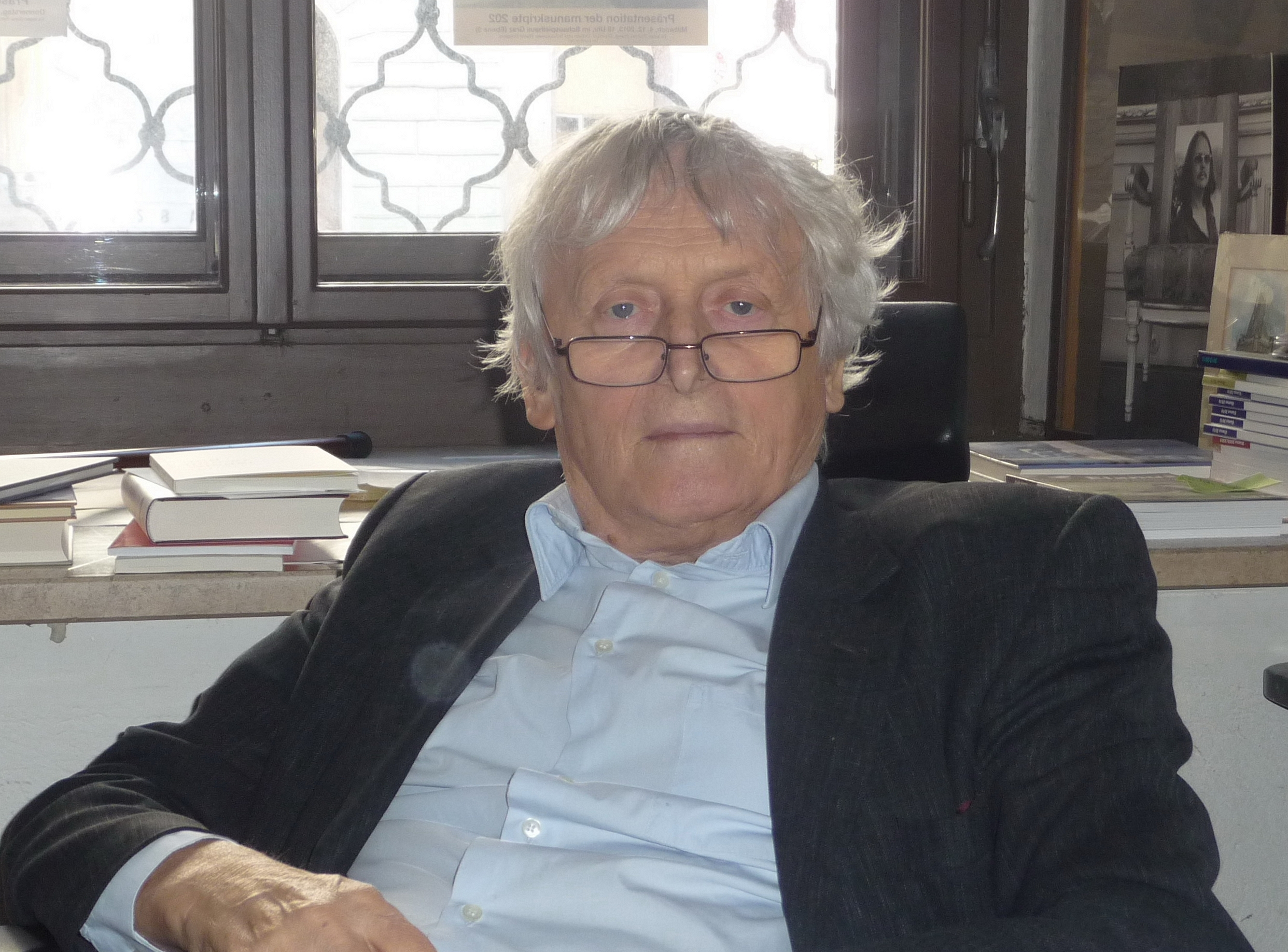
Alfred Kolleritsch, 10. Oktober 2014

Das Forum Stadtpark ist eine 1959 in Graz gegründete Aktionsgemeinschaft von Künstlern, Wissenschaftlern und Kulturschaffenden. Auch heute fungiert es noch als Produktions- und Präsentationsort für zeitgenössische Kunst in verschiedenen Facetten und ist als unabhängiger Verein in Graz organisiert. Je nach Bedarf wird es als Ausstellungsraum, Konzerthaus, Diskursort, Theater oder Musikklub, aber auch als Kino, Hörsaal oder großes Gesamtkunstwerk genutzt.
Seit seiner Gründung arbeitet das Forum Stadtpark stets spartenübergreifend und interdisziplinär. Weiters vertritt der Verein die Auffassung, dass zeitgenössische Kunst sich nicht ausschließlich nach innen kehren sollte. Vielmehr gewinne sie ihre Energie aus der Reibung mit gesellschaftlichen Fragen und der Stellungnahme zu diesen. Laut Statuten verfolgt das Forum Stadtpark das Ziel, allen Einschränkungen der Freiheit des geistigen und künstlerischen Lebens mit geeigneten Mitteln entgegenzutreten.
Gegründet wurde das Forum Stadtpark unter anderem von Othmar Carli, Alfred Kolleritsch, Gustav Zankl, Siegfried Neuburg, Emil Breisach und Günter Waldorf. Sie adaptierten das damals leerstehende Stadtpark-Cafe als ständige Stätte für Ausstellungen und Veranstaltungen. Als Forum Stadtpark bezeichnet wird daher nicht nur die Künstlervereinigung, sondern auch das Gebäude inmitten des Grazer Stadtparks mit der Anschrift Stadtpark 1.
Mit Carola Peschl übernahm 2009 erstmals eine Frau die Leitung des Vereins. 2011 übernahm die vorherige stellvertretende Präsidentin Heidrun Primas die Leitung des Hauses. Derzeit unterliegt die Verantwortung der Vereinsleitung Markus Gönitzer, Miriam Schmid und Robin Klengel.

## Programm und Struktur
Derzeit (Stand August 2023) umfasst das Programm des Forum Stadtpark die Sparten Architektur, Bildende Kunst, Gesellschaftskritik, Fotografie, Literatur, Musik und Performance / Theater. Die jeweiligen Sparten-Verantwortlichen werden vom Verein für maximal acht Jahre beauftragt und verfügen über ein gewisses Budget, um ein Programm zu realisieren. Im sogenannten „Programmforum“ wird dieses Programm koordiniert und an interdisziplinären Projekten gearbeitet.
Geleitet wird das Forum Stadtpark von einem Vorstand, der die Vereinsinteressen nach außen, sowie nach innen, vertritt. Neben den Programmverantwortlichen, die auf Honorarbasis tätig sind, gibt es ein Team aus Angestellten in den Bereichen Buchhaltung, Technik, Reinigung, Öffentlichkeitsarbeit und Veranstaltungsmanagement. Weiters arbeiten zahlreiche geringfügig Beschäftigte oder freie Dienstnehmer im Forum Stadtpark. Insgesamt umfasst der Verein somit rund 40 Mitarbeitern.
Neben den vom Haus organisierten Eigenproduktionen hat das Forum Stadtpark auch viele Veranstaltungen in seinen Räumen zu Gast. Ein gewichtiger Teil des Programms ergibt sich somit aus Kooperationen mit lokalen und überregionalen Initiativen.

## Selbstverständnis und Größenordnung
Das Forum Stadtpark versteht sich als offenes Haus der Gastfreundschaft, das der breiten Masse den Zugang zu Kunst und Kultur ermöglichen soll. Aus diesem Grund finden die meisten Veranstaltungen bei freiem Eintritt statt.
Als Interessens- und Aktionsgemeinschaft von und für Künstler und geistig Schaffenden thematisiert der Verein auch die Produktionsverhältnisse in der Kunst- und Kulturbranche. Dabei vertritt das Forum Stadtpark den Standpunkt, dass (künstlerische) Theorie und Praxis nur gemeinsam gedacht werden können: Arbeitsverhältnisse und Hierarchien seien genauso wichtig wie künstlerische Standpunkte. Daher setzt es sich als Institution neben anderen Forderungen für die Umsetzung der Fair Pay-Vorgaben der IG Kultur ein.
In einem durchschnittlichen Jahr veranstaltet das Forum Stadtpark 150-200 Veranstaltungen und verzeichnet in der Regel mehr als 20.000 Besucher jährlich. Neben Unkostenbeiträgen, Verkäufen, Sponsoring und dem Barbetrieb bezieht es einen Großteil seiner Einnahmen aus Förderungen der Stadt Graz, Land Steiermark und dem zuständigen Bundesministerium. Insgesamt hat das Forum Stadtpark einen Umsatz von etwa € 500.000,-- pro Jahr.

## Aktuelle und ehemalige Mitglieder (Auswahl)
- Wolfgang Bauer, Schriftsteller
- Fritz Erjautz, Kameramann und Filmreferat
- Manfred Erjautz, bildender Künstler
- Barbara Frischmuth, Schriftstellerin und Übersetzerin
- Peter Handke, Schriftsteller und Übersetzer
- Karl Hans Haysen, Schriftsteller und Kulturredakteur
- Alois Hergouth, Lyriker
- Werner Hollomey, Architekt
- Eilfried Huth, Architekt
- Alfred Kolleritsch, Schriftsteller und Lyriker
- Carl Lugus, Tonkünstler
- Elga Maly, Malerin
- Siegfried Neuburg, Maler und Grafiker
- Peter Pakesch, Kurator
- Hans Preiner, Autor und TV-Produzent
- Gerhard Roth, Schriftsteller
- Michael Scharang, Schriftsteller
- Xao Seffcheque, Drehbuchautor und Komponist
- Horst Dieter Sihler, Lyriker, Kultur- und Filmkritiker, Kinomacher
- Hartmut Urban, Maler und Grafiker
- Manfred Willmann, Fotograf

## Zur Geschichte des Forum Stadtpark

### Gründung
Im Sommer 1958 stellt die Junge Gruppe mit den bildenden Künstlern Othmar Carli, Gustav Zankl und Günter Waldorf ein Ansuchen, um das leer stehende Grazer Stadtpark Café dauerhaft für Kunstveranstaltungen zu nutzen. Die Stadtverwaltung lehnte allerdings ab und beschloss stattdessen den Abbruch des Gebäudes. Erst nach Protesten von Seiten der Presse, der Politik und einiger Künstlervereine wurde eine Frist für die Beschaffung der notwendigen Gelder eingeräumt. Die Finanzierung gelang. Am 15. Jänner 1959 fand die konstituierende Versammlung des Vereins statt. Im November 1960 wurde das Gebäude mit der Ausstellung Bekenntnis und Konfrontation eröffnet.

### Anfangszeit
Als selbst verwalteter Kunstverein sollte das Forum Stadtpark stärker als bisher die Interessen von Kulturschaffenden vertreten. Besonders jungen Künstler und Wissenschaftlern sollte das Haus als Podium dienen. Die Gründer traten zunächst mit dem Anspruch an, alle kulturellen Bereiche – also auch ästhetisch traditionelle, historische, politische und didaktische Themen – einzuschließen. Das Ergebnis waren neun gleichberechtigte Referate. Während der 1960er Jahre ging der Anteil an theoretischen Veranstaltungen allerdings immer mehr zurück. Der anfängliche Ehrgeiz eines breiten Spektrums wurde von einer Konzentration auf zeitgenössische Kunst und Literatur abgelöst.
Das Literaturreferat des Forum Stadtpark initiierte in den frühen 1960er Jahren die Zeitschrift für Literatur und Kunst manuskripte, die bisher mehr als 200 Ausgaben hervorbrachte. 1998 wurde zusätzlich die Literaturzeitschrift Schreibkraft ins Leben gerufen, die seit 1999 eigenständig herausgegeben wird.

### Wandlung
In den 60er- und 70er-Jahren entwickelte sich das Haus zu einem der wenigen Präsentations- und Produktionsorte für progressive Kunst und Literatur dieser Zeit und etablierte sich als elitäre Institution. Gleichzeitig begann sich das Selbstbild zu wandeln, weg von einem Kulturbetrieb, hin zu reinen Kunstbetrieb – möglichst unter Umgehung der sonst üblichen Vermittlungsinstanzen. In diesem Sinn ist das Forum Stadtpark seither auch ein Publikationsort und Verlag. Seit 1960 erscheint die Literaturzeitschrift manuskripte. Außerdem erscheinen hier die Fotozeitschrift Camera Austria, die Filmzeitschrift blimp, die Literaturzeitschrift Absolut, die Essayzeitung Liqueur und die Zeitschrift schreibkraft. Ebenfalls vom Verein mit initiiert wurde das Avantgarde-Festival Steirischer Herbst. Zudem etablierten Xao Seffcheque und Carl Lugus 1975 den „Musiclub“ im Keller des Gebäudes als beliebte Präsentationsform für in- und ausländische Musiker.

### Neustrukturierung
1995 trat Alfred Kolleritsch nach 26 Jahren als Vorsitzender zurück und übergab an Walter Grond. Mit dem Wechsel im Vorstand gab es auch einen Austausch der meisten Funktionäre, Referenten und Angestellten. Ziel war die erneute Öffnung des „elitären“ Vereins für junge Künstler bzw. die Lösung der Erstarrung in einem überholten Avantgarde-Begriff. Referate wurden aufgelöst und die künstlerische Arbeit von der organisatorischen getrennt. Damit waren auf Einzelpersonen fixierte Projekte nur noch begrenzt integrierbar. Das Forum Stadtpark Theater, die Camera Austria oder auch die manuskripte gingen von da an eigene Wege.

### Umbau & Jubiläum
1997 trat Peter Zinganel an die Stelle von Walter Grond. Unter seiner Leitung wurde das Haus im Jahr 2000 nachhaltig umgebaut und um ein Obergeschoß erweitert. Eva Ursprung war 1997 bis 2003 Projektleiterin für bildende Kunst und kuratierte unter anderem Ausstellungen mit internationalen Künstlern aus Südosteuropa und Thailand, wobei sie auch einen feministischen Schwerpunkt setzte. Ab 2003 folgte Anton Lederer als Vorsitzender, der die bisher eigenständigen Referate zu einem Gremium – dem Programmforum – zusammenfasste und so die interdisziplinäre Ausrichtung des Hauses weiter ausbaute. 2009 feierte das Forum Stadtpark unter der Leitung von Bernhard Wolf sein 50. Jubiläum.

### Heute
Heute wie damals versteht sich das Forum Stadtpark als Mehrspartenhaus, das für einen erweiterten Kunstbegriff und für spartenübergreifendes Arbeiten steht. Pro Jahr finden auf drei Ebenen rund 150 Veranstaltungen in den Bereichen Architektur, Literatur, Bildende Kunst, Film, Fotografie, Medienkunst, Mode, Musik, Theater, Performance und Theorie statt – der Großteil davon bei freiem Eintritt. Es ist der erklärte Anspruch des Hauses, Labor und Plattform für viele Szenen der lokalen, österreichischen und internationalen Kulturproduktion zu sein.
Die Vorstände seit Kolleritsch im Überblick:
- 1995–1997: Walter Grond, Peter Zinganel (Stellvertreter), G. Ostanek (Kassierin)
- 1997–2003: P. Zinganel, G. Muhr (Stellvertreter), G. Ostanek (Kassierin)
- 2003–2007: Anton Lederer, Rainer Binder-Krieglstein (Stellvertreter), A. Putz (Kassierin)
- 2007–2009: B. Wolf, C. Peschl (Stellvertreter), A. Putz bzw. ab 2008 K. Petrowitsch (Kassierin)
- 2009–2011: C. Peschl, H. Primas (Stellvertreter), K. Petrowitsch (Kassierin)
- 2011–2017: Heidrun Primas, Johannes Schrettle (Stellvertreter), Ursula Musil (Kassierin)
- 2017–?: H. Primas, Robin Klengel (Stellvertreter), Emil Gruber (Kassier)
- Stand Juli 2023: Markus Görnitzer, Miriam Schmid, R. Klengel

## Architektur
Die Forderung einer Gruppe von Künstlern nach Raum – vorwiegend Schriftsteller, Architekten und Jazzmusiker – führte 1958 dazu, dass die Stadt ein leer stehendes Café im Stadtpark sowie finanzielle Mittel zur Verfügung stellte, um es in einen Veranstaltungsort umzuwandeln. Die neue Heimat der Avantgarde durfte Größe und Ausdehnung des bestehenden Bauwerks nicht überschreiten, da der Stadtpark seit seiner Errichtung 1867 mit einem Bauverbot belegt ist. Jahre von pulsierender Vitalität folgten und das Haus wurde zu klein, ein Ausbau war angedacht, ein erster umfangreicher Umbauplan wurde verworfen und schließlich ein Konzept entwickelt, das die Erweiterung des ausschließlich in die Höhe vorsah. Das Haus sollte seine inhaltliche Öffnung für neue, jüngere Publikumsschichten nach außen spürbar werden lassen, dabei jedoch seinen Erinnerungsgehalt bewahren.
Die T-Form des Grundrisses blieb erhalten. Die Aufstockung für fünf neue, nach heutigen Erfordernissen ausgestattete Arbeitsräume, deren mittlerer bedeutend größer ist und für kleinere Veranstaltungen genützt werden kann, wurde auf den langgestreckten Trakt beschränkt. Das Dach des bestehenden Anbaues wird nun als Terrasse genützt. Das neue Geschoß ragt rundum ein wenig über den Sockel hinaus und wird auf der Seite der vorgelagerten Wiese am Stadtparkbrunnen Teil eines dominierenden, in Stahlträger und horizontale Lamellen aufgelösten Körpers, dessen Kanten nur angedeutet sind. Mit diesem weithin sichtbaren, in strahlendem Weiß gehaltenen Signet soll die schon historisch gewordene Bedeutung dieses Kulturhauses, zugleich aber auch seine Offenheit und Wandlungsfähigkeit ausgedrückt werden.

## Sonstiges
Am 1. Mai 2011 verausgabte die Österreichische Post AG im Rahmen der Dauermarkenserie Kunsthäuser eine Briefmarke zu dem Objekt.